# Dike
Dike (in greco antico: Δίκη?, Díkē, anche Diche o Dice) è, nella religione dell'antica Grecia, la dea della Giustizia.
Figlia di Zeus (Ζεύς) e di Temi (Θέμις) in Esiodo, la dea è annoverata tra le Ore (Ὧραι) e quindi ha come sorelle Eunomia (Εὐνομία) e Eirene (Eἰρήνη), le quali, come lei, vegliano sulle opere degli uomini. Dike riferisce a Zeus le colpe degli uomini perché, per via di esse, lei viene offesa; quando gli uomini la scacciano la dea li segue piangendo e avvolta nella foschia procura loro del male.
Pindaro le attribuisce una figlia, Calma (Ἡσῠχία), intendendola come "tranquillità", "quiete" dello stato.
In Pausania Dike punisce la dea dell'Ingiustizia Adikia (Ἀδικία); mentre in Euripide essa cattura i criminali.
Viene presentata come "vergine" e Platone considera questa condizione come incorrotta, perché tale deve essere la "giustizia".
Arato di Soli (III secolo a.C.) nei Fenomeni (96 e sgg.) rende Dike protagonista di una vicenda che Esiodo aveva attribuito a Nemesi (Nέμεσις, "Distribuisce") e ad Aidos (Αἰδώς, "Pudicizia"), le due divinità che abbandoneranno gli uomini dell'età del ferro ai loro mali; qui Dike, figlia di Astreo (Ἀστραῖος), lascia l'umanità per andare a formare la costellazione della Vergine, così, più tardi, verrà identificata con la vergine Astrea.
Negli Atti degli apostoli Dike viene richiamata, come credenza "pagana", nel ruolo di punire gli assassini. Così quando Paolo di Tarso, giunto naufrago sull'isola di Malta e accolto benevolmente dalla popolazione, mentre ravvivava un fuoco viene morso da un serpente:
(Atti degli apostoli XXVIII, 4)

## Nelle opere contemporanee
- Caparezza la rende protagonista, assieme ad Atlante, della canzone La caduta di Atlante, terzo brano dell'album Prisoner 709, del 2017. Nella canzone Dike respinge le avance erotiche di Atlante, che le offre il mondo che tiene sulle spalle in cambio di una relazione amorosa.

## Δίκη nel mito
"Allora Zeus, re degli dèi, condusse come prima sposa Meti
---
Quindi egli sposò la splendida Temi che generò le Ore, Eunomia e Diche e la fiorente Eirene, che curano le opere degli uomini mortali"
Esiodo, Teogonia 902